# Journée internationale Nelson Mandela
La Journée internationale Nelson Mandela (en anglais : Nelson Mandela Day) fut proclamée par l'UNESCO le 10 novembre 2009 et célébrée le 18 juillet de chaque année afin de commémorer la contribution de Nelson Mandela, militant de la cause anti-apartheid et premier président noir d'Afrique du Sud, à « la promotion d'une culture de paix ».
Durant cette journée, chaque citoyen du monde est appelé à consacrer symboliquement soixante-sept minutes de son temps à une œuvre au service de la collectivité, en mémoire des soixante-sept années que Mandela a vouées à sa lutte pour la justice sociale, l'égalité, la réconciliation et la diversité culturelle.
Le 18 juillet correspond à la date d'anniversaire de Nelson Mandela. Le 18 juillet 2010, lors de la première célébration, il a exactement 92 ans.
Une chanson de Simple Minds nommée Mandela Day a été composée en 1988 à l'occasion du concert hommage des 70 ans de Nelson Mandela alors que ce dernier était toujours emprisonné. Il sera libéré un peu moins de deux ans plus tard.